# Хлорат літію
Хлорат літію — це літієва сіль хлоратної кислоти з формулою LiClO3. Як і багато хлоратів, є сильним окисником при підвищеній температурі.

## Отримання
Хлорат літію може бути отриманий з хлоратної кислоти та карбонату літію.
{\displaystyle \mathrm {Li_{2}CO_{3}+2\ HClO_{3}\longrightarrow 2\ LiClO_{3}+H_{2}O+CO_{2}\uparrow } }
Крім того, можна синтезувати взаємодією хлорату барію та сульфату літію.
{\displaystyle \mathrm {Li_{2}SO_{4}+Ba(ClO_{3})_{2}\longrightarrow 2\ LiClO_{3}+BaSO_{4}\downarrow } }

## Фізичні властивості
Хлорат літію - безбарвна гігроскопічна речовина, аморфні або ромбічні кристали. Дуже добре розчиняється у воді та спирті, погано розчиняється в ацетоні.
Хлорат літію утворює три різні гідрати: тригідрат LiClO3·3H2O (температура плавлення 8,5°С), моногідрат LiClO3·H2O (температура плавлення 20,5°С) та тетрагідрат 4LiClO3·H2O. При температурі 42 °с він переходить в безводну форму.  Цей ангідрит кристалізується в кубічну кристалічну систему. 